# Presidenti e allenatori dell'Hockey Novara
Qui di seguito sono riportati i presidenti e gli allenatori dell'Hockey Novara.

## Storia
Il primo presidente dell'Hockey Novara fu l'ing. Vittorio Masera, uno dei fondatori. Il periodo più lungo in carica è appannaggio di Vittorio Masera, alla guida della società per quasi 20 anni tra il 1924 e il 1944, seguito dal dottor Luciano Ubezio in carica per 18 anni, dal 1984 al 2002, e dal geom. Santino Tarantola in carica per 10 anni (alternandosi con il geom. Antonio Giulio), dal 1969 al 1979. Da citare anche la presidenza dell'allora sindaco di Novara Armando Riviera il quale, assumendo la reggenza di una società in crisi, creò le condizioni per il successivo passaggio di proprietà a Luciano Ubezio.
L'ultimo presidente è il dott. Massimo Rapetto, che rilevò una società ormai in caduta libera da Luciano Ubezio nel 2003. Attualmente risulta essere il proprietario del marchio Hockey Novara 1924l.

## Presidenti

### Lista dei presidenti
| Presidenti dell'Hockey Novara - 1924-1936 Vittorio Masera - 1937 Carlo Torgano - 1938-1940 Vittorio Masera - 1941-1942 Luigi Bocca - 1943-1944 Vittorio Masera - 1945-1947 Ugo Schleifer - 1948-1950 Cesare Morandi - 1951-1953 Franco Bazzi - 1954-1955 Gianfranco Hofer - 1956-1957 Corrado Ferretti - 1958-1964 Battista Morandi - 1965-1968 Oreste Ceresa - 1969-1971 Santino Tarantola - 1972 Antonio Giulio - 1973-1979 Santino Tarantola - 1980-1981 Arnaldo Bergamaschi - 1982-1984 Armando Riviera - 1985-2002 Luciano Ubezio - 2003- Massimo Rapetto |

### Titoli vinti
Segue l'elenco dei presidenti in ordine cronologico con i trofei ufficiali vinti alla guida dell'Hockey Novara.
| Nome              | Campionati italiani | Coppe Italia | Coppe di Lega | Coppa CERS | Totale |
| ----------------- | ------------------- | ------------ | ------------- | ---------- | ------ |
| Vittorio Masera   | 6                   |              |               |            | 6      |
| Ugo Schleifer     | 2                   |              |               |            | 2      |
| Cesare Morandi    | 2                   |              |               |            | 2      |
| Battista Morandi  | 2                   |              |               |            | 2      |
| Oreste Ceresa     |                     | 2            |               |            | 2      |
| Santino Tarantola | 7                   | 3            |               |            | 10     |
| Antonio Giulio    | 1                   | 1            |               |            | 2      |
| Luciano Ubezio    | 12                  | 14           | 3             | 3          | 32     |
| Totale            | 32                  | 20           | 3             | 3          | 58     |

## Allenatori

### Lista degli allenatori
| Nome                  | Campionati italiani | Coppe Italia | Coppa di Lega | Coppa CERS | Totale |
| --------------------- | ------------------- | ------------ | ------------- | ---------- | ------ |
| Beniamino Battistella | 8                   | 9            |               | 2          | 19     |
| Ferruccio Panagini    | 5                   | 4            |               |            | 9      |
| Vittorio Masera       | 6                   |              |               |            | 6      |
| Livio Parasuco        | 3                   | 3            | 3             |            | 9      |
| Giovanni Innocenti    | 2                   | 2            |               | 1          | 5      |
| Angelo Grassi         | 1                   | 2            |               |            | 3      |
| Gianni Aina           | 2                   |              |               |            | 2      |
| Carlo Ciocala         | 2                   |              |               |            | 2      |
| Giancarlo Gallarini   | 2                   |              |               |            | 2      |
| Vittorio Bottini      | 1                   |              |               |            | 1      |
| Federico Colombo      | 1                   |              |               |            | 1      |
| Sergio Nanotti        |                     | 1            |               |            | 1      |

| Hockey Novara | Hockey Novara                                                       |
| ------------- | ------------------------------------------------------------------- |
| Club          | Voce principale · Palmarès                                          |
| Impianti      | Palasport Dal Lago                                                  |
| Persone       | Presidenti e allenatori dell'Hockey Novara · Allenatori · Hockeisti |
| Storia        | Incontri                                                            |